# قانون غاوس المغناطيسي
قانون غاوس المغناطيسي هو ثاني معادلات ماكسويل التي تصف سلوك الكهرومغناطيسيات و توليدها، ينص هذ القانون على أن عدد خطوط المجال المغناطيسي الخارجة من سطح مغلق يساوي صفر، بمقارنة هذا التعريف مع قانون غاوس الكهربي الذي ينص على أن عدد خطوط المجال الكهربي الخارجة من سطح مغلق مساو لمجموع الشحنة الكهربية داخل السطح، يتبين بالمقارنة أنه لا وجود لشحنة مغناطيسية, أي يتعذر على الدوام الحصول على قطب شمالي منفرد أو قطب جنوبي منفرد.
إن معضلة انعدام الشحنة المغناطيسية هي حقيقة تفرض نفسها على الفيزياء التجريبية رغم أن عدد من النظريات الحديثة في الفيزياء النظرية تفترض وجود هذه الشحنة، كنظرية التوحيد الكبرى فضلا عن نظرية الأوتار الت تفترض أن الثقب الأسود ما هو إلى مغناطيس أحادي بشحنة مغناطيسية تساوي كتلته.

## الوجه التفاضلي
{\displaystyle \nabla \cdot \mathbf {B} =0}
{\displaystyle \nabla \cdot } رمز تباعد.
B المجال المغناطيسي.
أي أن افتراق الخطوط المغناطيسية عن بعضها متعذر تماما وبالتالي لا يمكن فصل الأقطاب

## الوجه التكاملي
الوجه الآخر للقانون هو عبارة عن تكامل سطحي
{\displaystyle \ \mathbf {B} \cdot \mathrm {d} \mathbf {A} =0}{\displaystyle {\scriptstyle S}}
و هما قانونان متكافئان تماما حسب مبرهنة التباعد.

## الكمون المغناطيسي
حسب المبرهنة الأساسية في حساب المتجهات يمكن أن نحلل كل حقل متجه إلى مركبتين حقل متجه غير دوراني و حقل متجه حلزوني و تبعا لذلك فإن طاقته الكمونية تنقسم إلى كمون متجهي و كمون سلمي.
و بما أن
{\displaystyle \nabla \cdot \mathbf {B} =0}
و بناء على تعريف الحقل المتجهي الحلزوني
(( تباعد الحقل المتجهي الحلزوني =صفر ))
فهذ يقتضي أن المجال المغناطيسي هو حقل متجهي حلزوني ويملك فقط كمون إتجاهي A أي يمكن كتابته على الشكل التالي :
{\displaystyle \mathbf {B} =\nabla \times \mathbf {A} }